# Стамбул (аэропорт)
Международный аэропорт Стамбул (тур. İstanbul Havalimanı; ИАТА: IST, ИКАО: LTFM), также известный как новый аэропорт Стамбула или третий аэропорт Стамбула (тур. Üçüncü Havalimanı) — международный аэропорт в районе Арнавуткёй на территории европейской части Стамбула в Турции. Находится на расстоянии 35 километров от центра города, открыт 29 октября 2018 года.
Ещё до его открытия президент Эрдоган заявил, что аэропорт станет самым большим в мире и будет способен обслуживать около 150 миллионов пассажиров ежегодно (с расширением до 200 млн), и будет обслуживать более 350 направлений. Первый рейс был осуществлён в Анкару. Это третий аэропорт в Стамбуле наряду с аэропортами имени Ататюрка и имени Сабихи Гёкчен, из-за отсутствия возможности расширения которых он и был запланирован к возведению.

## Предпосылки проекта
В 2011 году Стамбул подал заявку на проведение Олимпийских игр в 2020 году, и, в качестве одной из мер по улучшению траспортной инфраструктуры города в 2013 году было объявлено о планах строительства самого большого аэропорта в мире. Несмотря на решение МОК провести Олимпиаду-2020 в Токио, от планов строительства нового аэропорта не отказались. Существовавшие к тому времени аэропорты имени Ататюрка и имени Сабихи Гёкчен работали на пределе пропускной способности, а возможностей их расширения не было из-за плотно заселённой территории вокруг обеих авиагаваней. Для строительства нового аэропорта необходимо было выбрать свободную от застройки территорию.

## Расположение

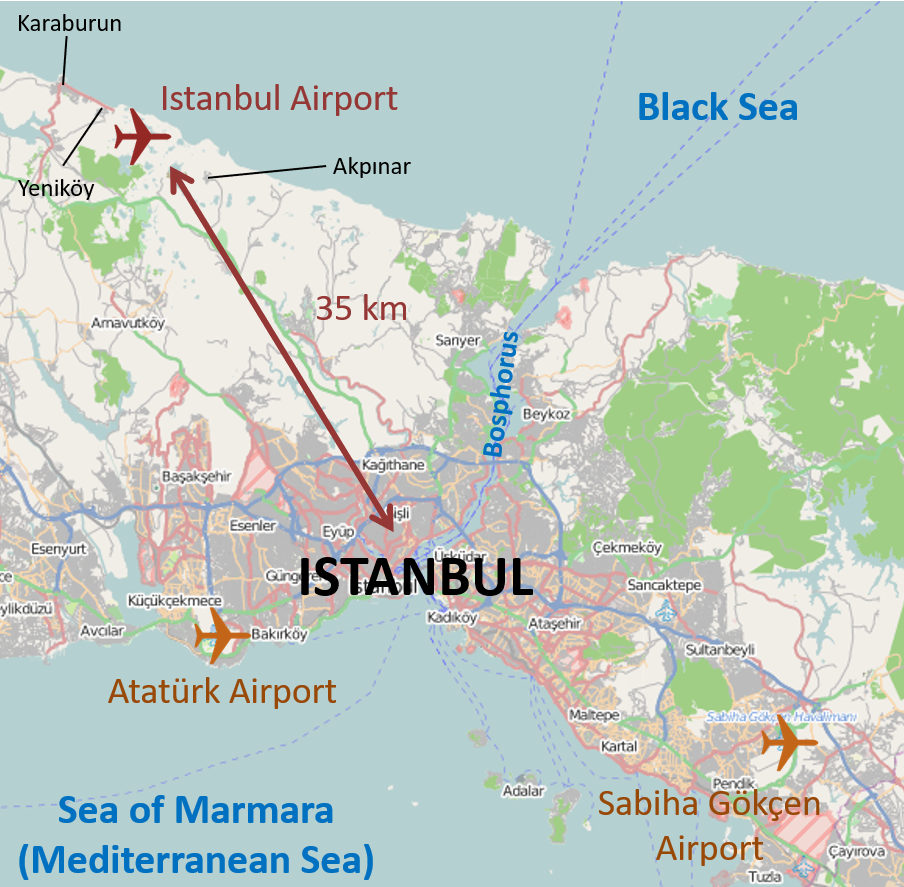
Расположение Нового аэропорта Стамбула относительно города и двух других действующих аэропортов

Новый аэропорт находится вблизи пересечения дорог из районов Арнавуткёй и Чаталджа на севере европейской части Стамбула у озера Теркос. Стройплощадка занимала 7,659 гектар, около 6,172 га которой являлись лесами государственного владения. Расстояние между новым аэропортом и аэропортом имени Ататюрка приблизительно 35 км по прямой. На территории стройки находились старые открытые угольные шахты.
Согласно исследованию минсельхоза Турции на экологическое воздействие реализации проекта аэропорта, из 2 513 341 дерева, произраставшего на территории стройки, 657 950 деревьев планировалось вырубить, в то время как остальные планировались к пересадке на новые места.

## Проект аэропорта
В ходе первой очереди открыты:
- Основной пассажирский терминал площадью 1,3 млн м², рассчитанный на 90 млн пассажиров в год
- 77 телетрапов
- Внутренняя парковка на 12 тысяч мест
- 5 взлётно-посадочных полос
- 8 параллельных рулёжных дорожек
- Диспетчерская башня

29 октября 2018 года Президент Турции Тайип Эрдоган открыл аэропорт «Стамбул» в День Республики. Первый рейс был совершён в Анкару, после — в Измир и Баку. Планировалось, что все этапы строительства аэропорта будут завершены к 2023 году, а в первые месяцы гавань будет работать с частичной загрузкой и, в основном, займётся обслуживанием внутренних рейсов. Примерная сумма инвестиций в первый этап проекта составила 26 млрд долларов.
После завершения всех этапов строительства «Стамбул» будет иметь шесть взлётно-посадочных полос, стоянку на 500 самолётов, а также открытую и закрытую парковки на 70 тысяч автомобилей.
Также он сможет обслуживать до 45 взлётов и посадок одновременно. А максимальный пассажиропоток составит до 200 млн пассажиров к 2035 году.

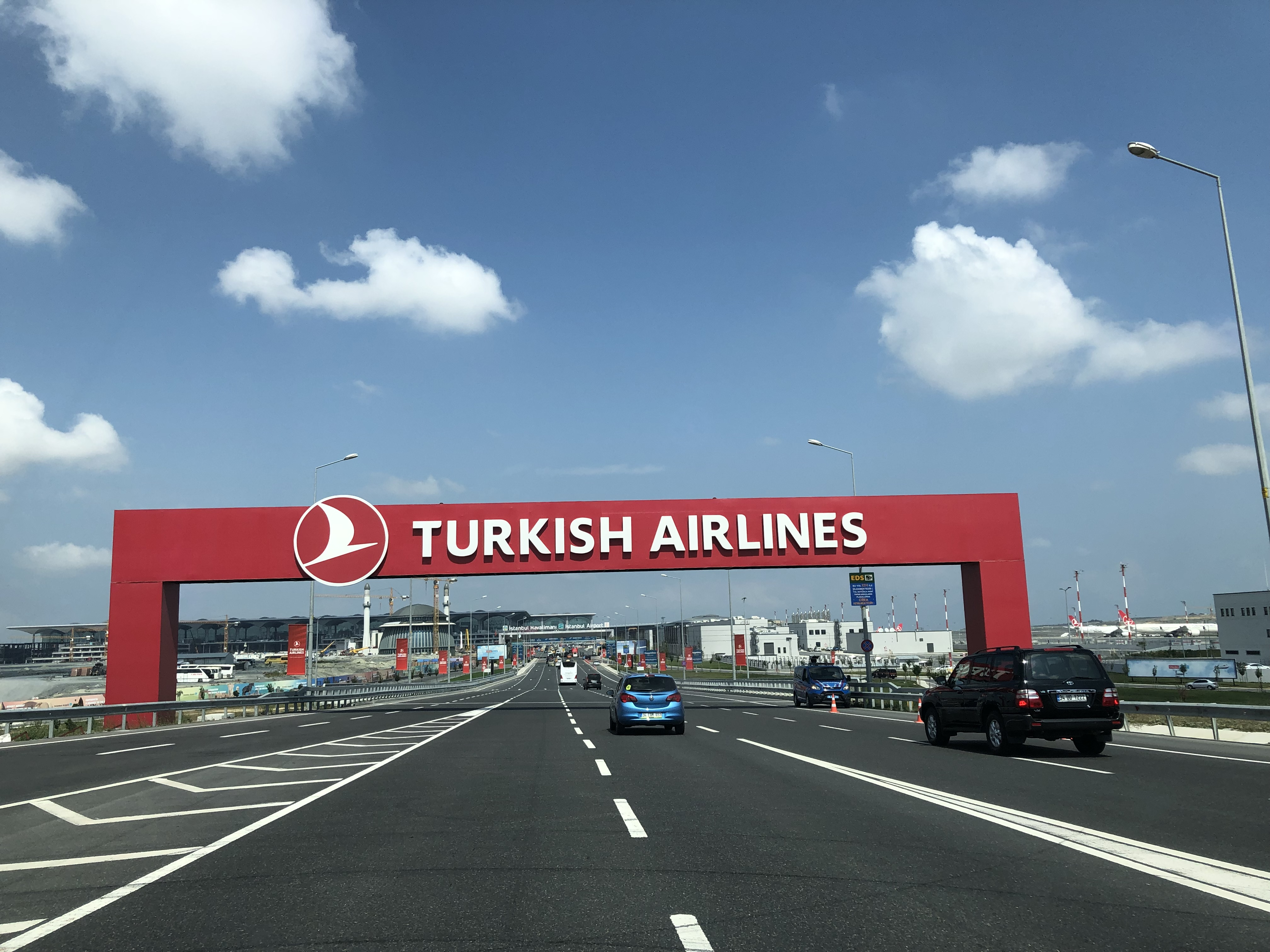
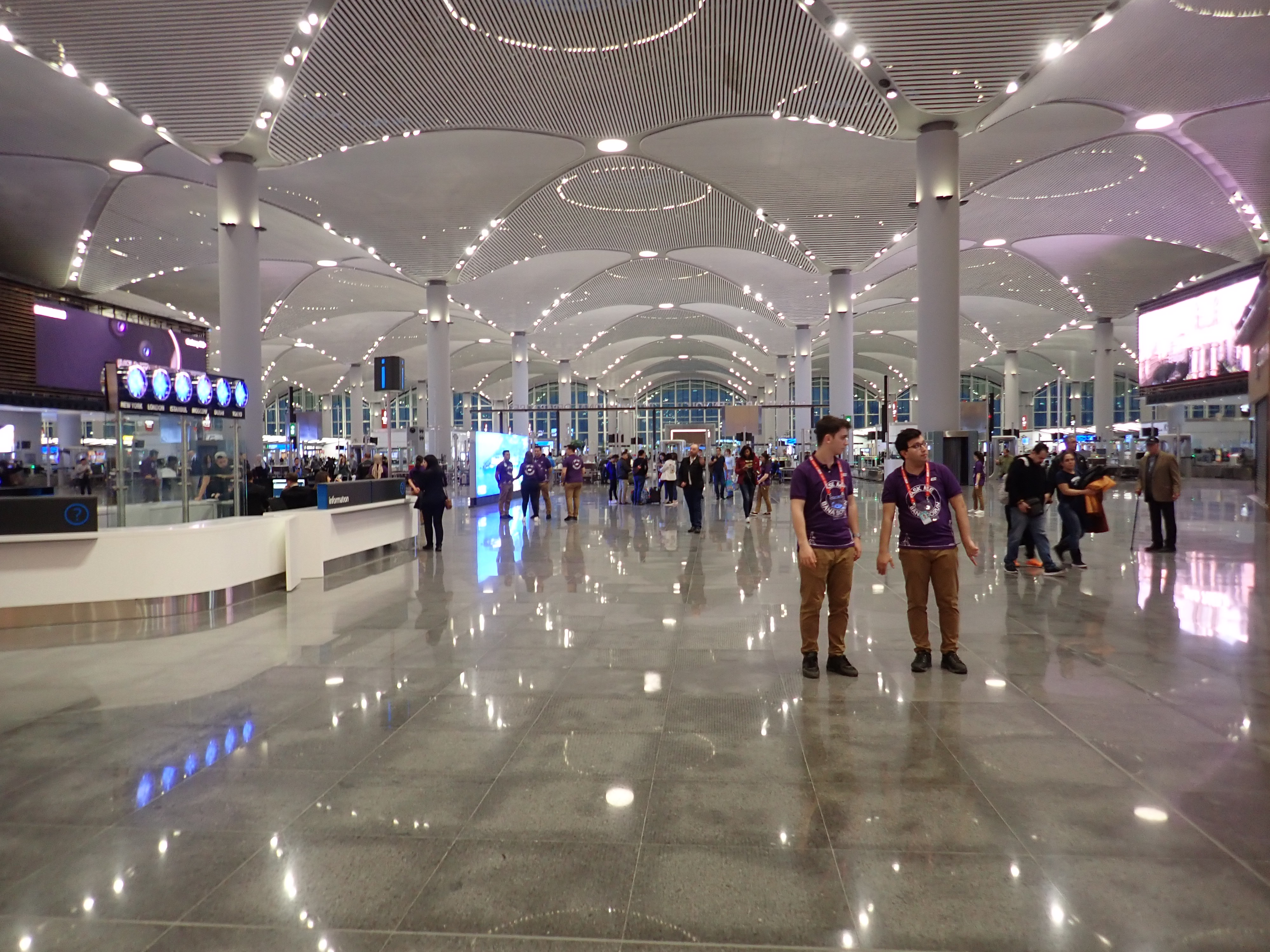
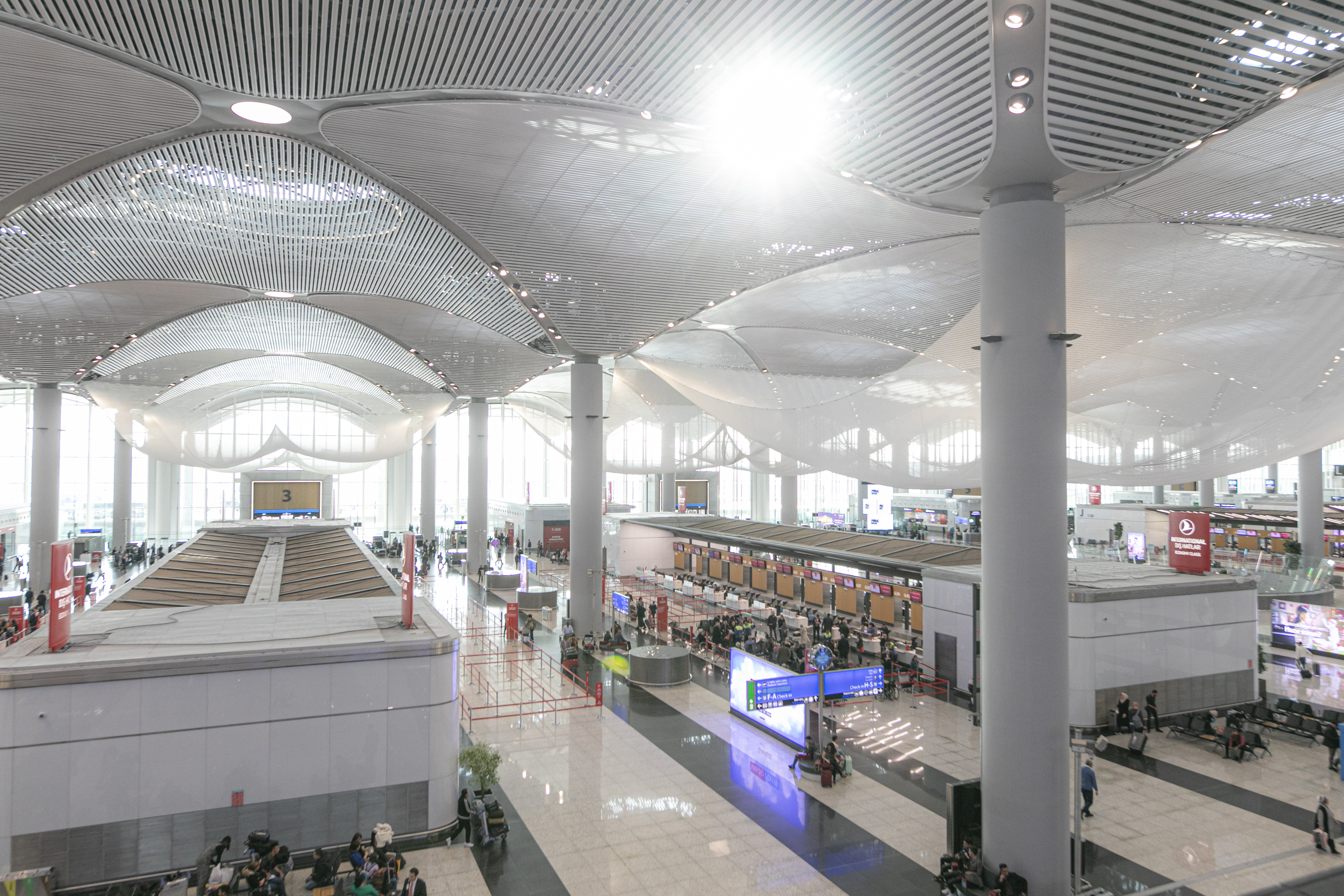
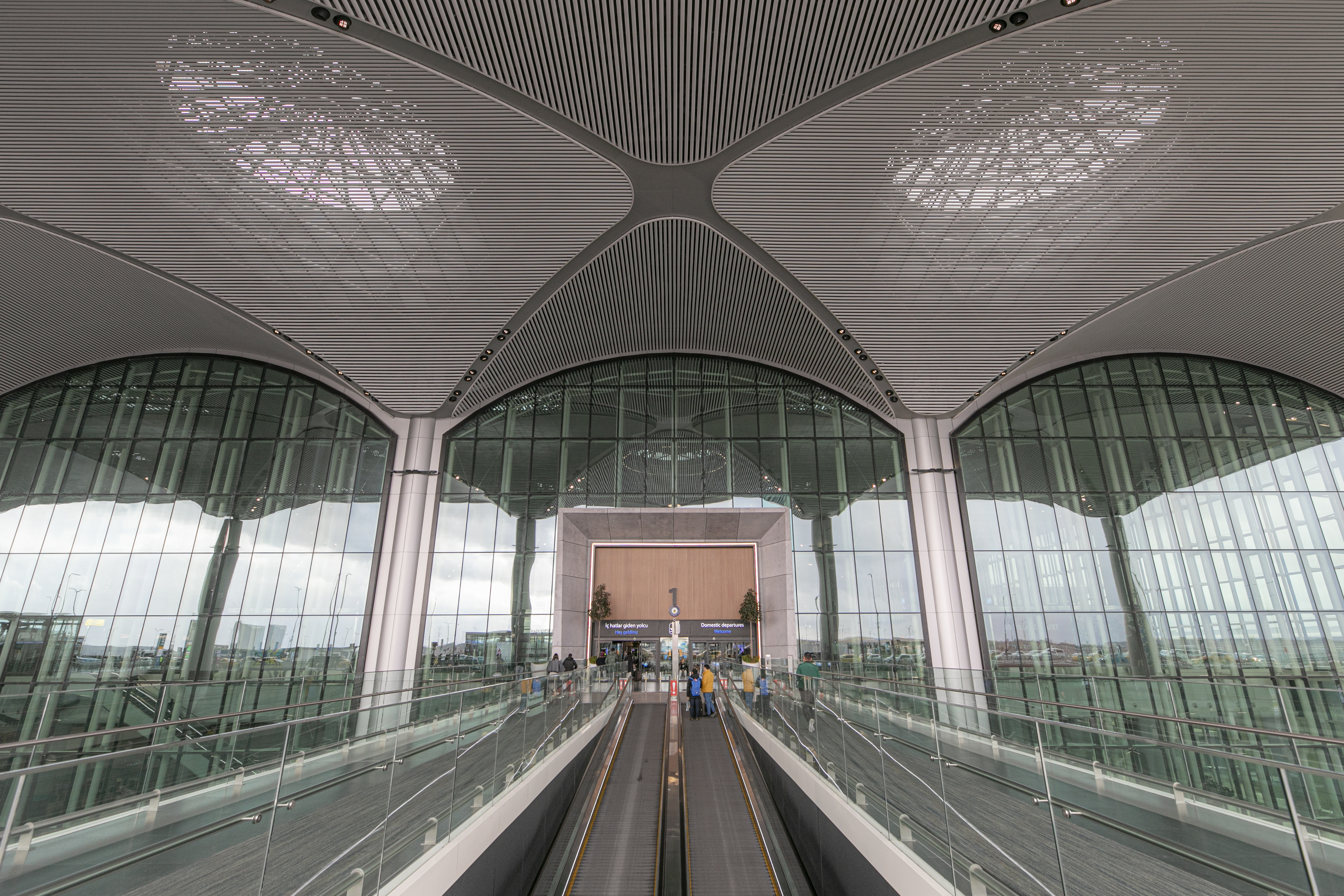
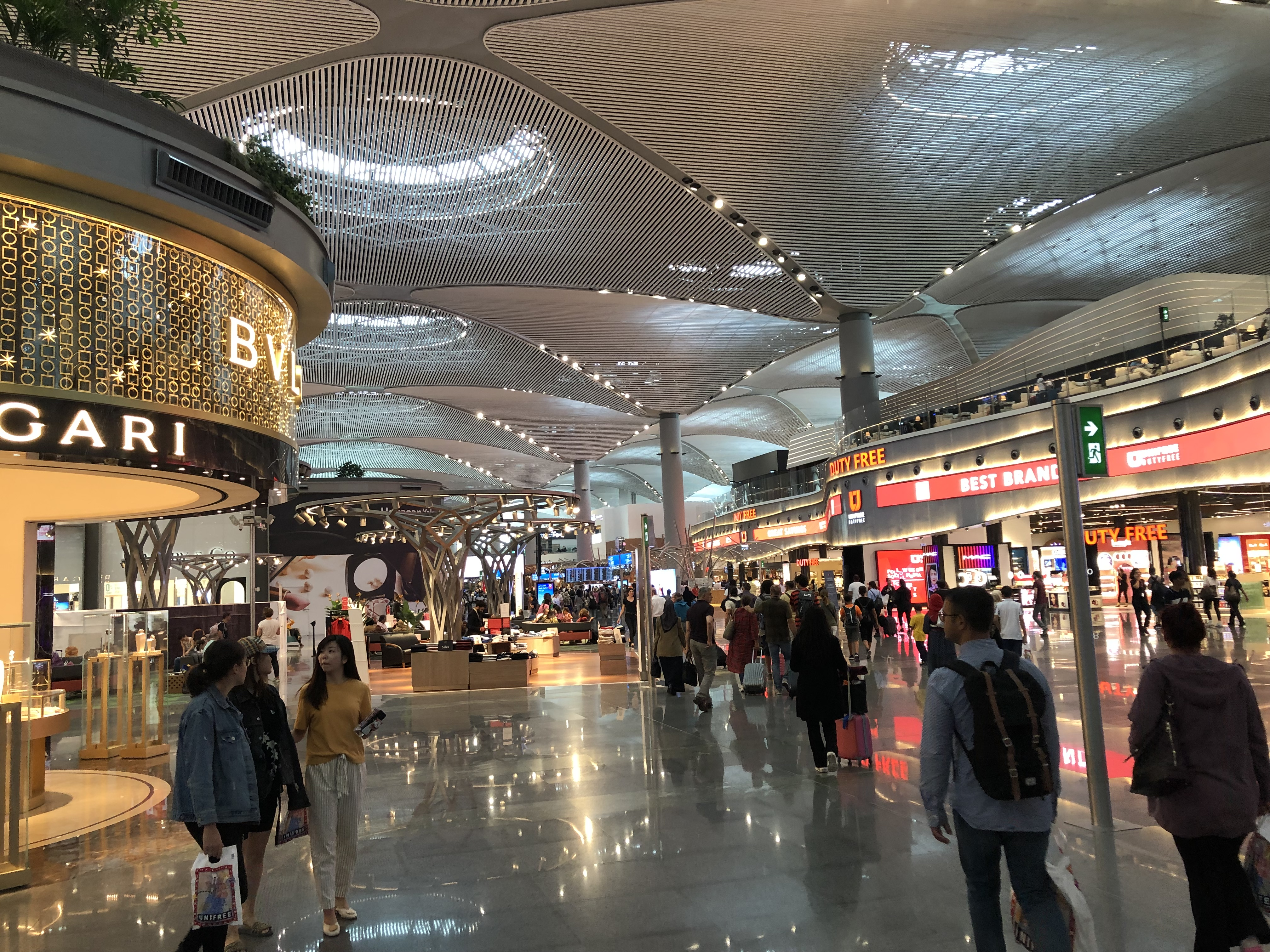
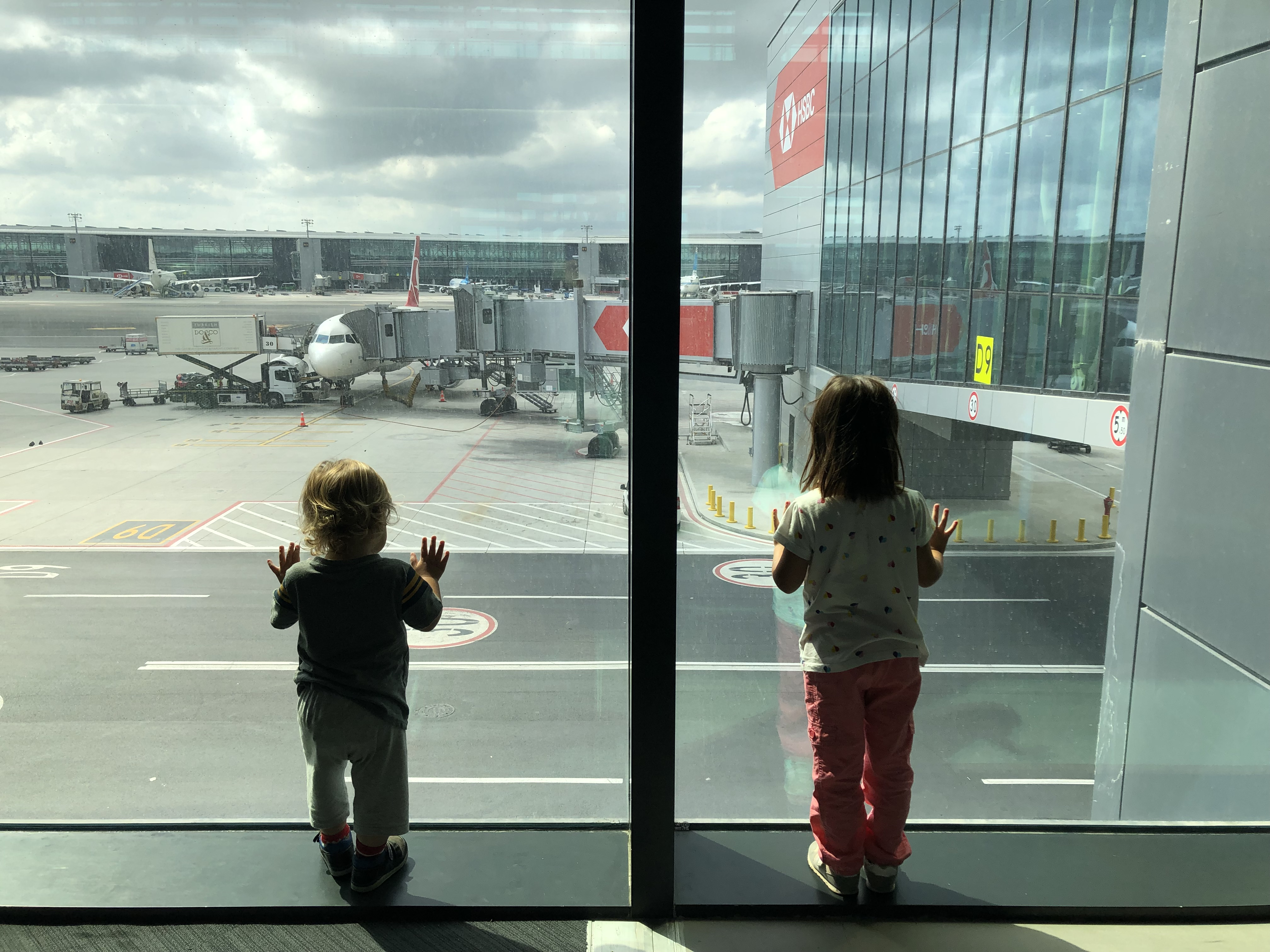

## Бизнес-залы в аэропорту
В новом аэропорту Стамбула есть несколько бизнес-залов. Первые принадлежат Turkish Airlines, вход возможен только для пассажиров бизнес-класса авиакомпании и держателям премиальных карт Star Alliance. Вход за отдельную плату не предусмотрен. Также есть IGA Lounge, вход в который доступен либо за 59 евро с человека, либо для владельцев карт Priority Pass и Lounge Key. IGA Lounge начал работать с Priority Pass с 1 октября.

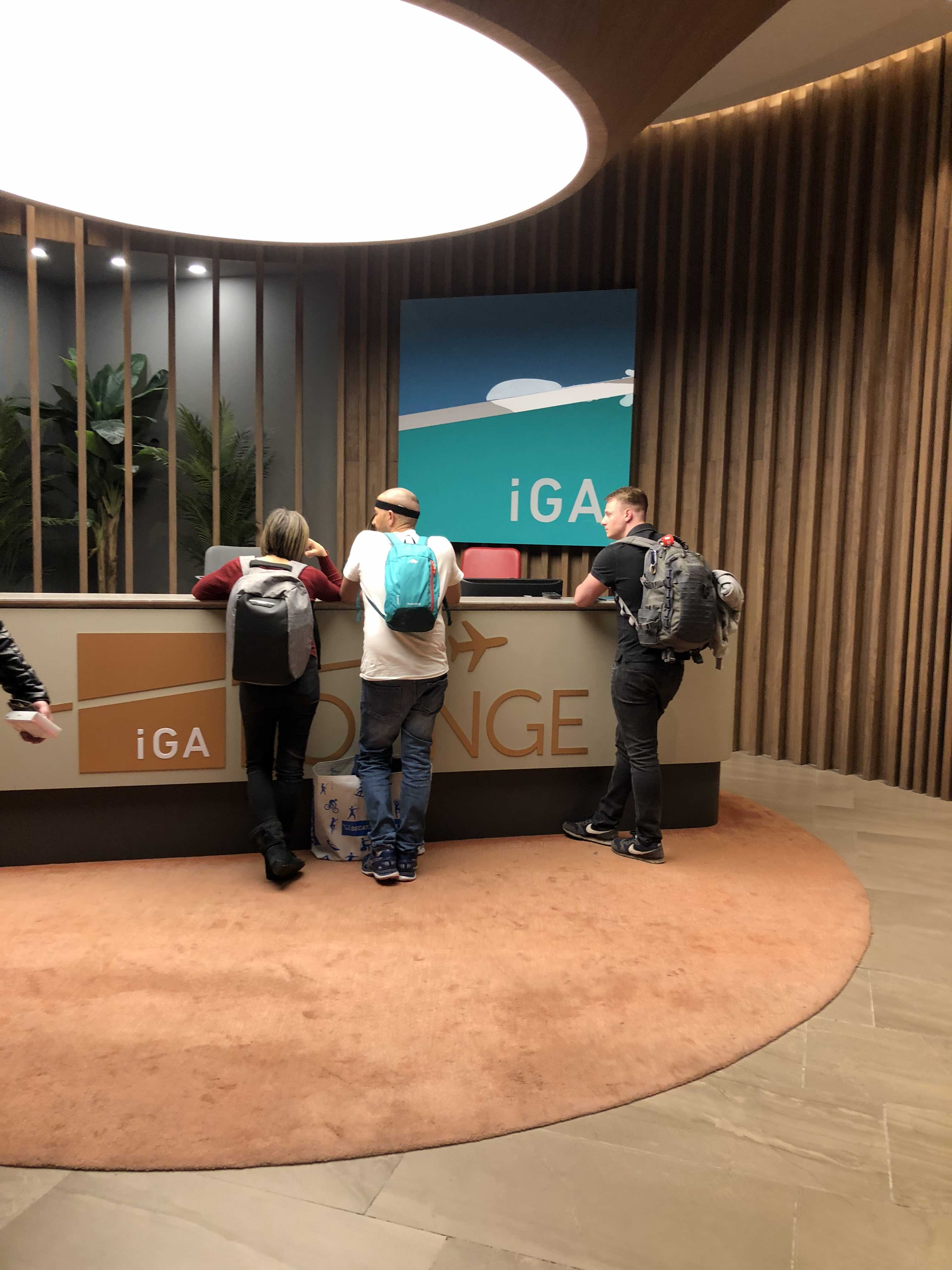

## Транспортное сообщение
По состоянию на май 2023 года транспортное сообщение с аэропортом осуществляется несколькими линиями автобусов-экспрессов, городскими автобусными маршрутами, а также линией метро M11:
Линии автобусов-экспрессов Havaist:
- HVIST-5 Автовокзал Эсенлер (расстояние 50 км, примерное время в пути 75 минут)
- HVIST-6 Халкалы (45 км, 90 минут)
- HVIST-7 Силиври (85 км, 120 минут)
- HVIST-8 Бейликдюзю (67 км, 90 минут)
- HVIST-9 Авчылар (68 км, 120 минут)
- HVIST-10 Бакыркёй (50 км, 80 минут)
- HVIST-12 Беязит (53 км, 90 минут)
- HVIST-13 Аэропорт Сабиха Гёкчен (109 км, 120 минут)
- HVIST-14 Кадыкёй (75 км, 120 минут)
- HVIST-15 Бешикташ (45 км, 90 минут)
- HVIST-16 Таксим (48 км, 90 минут)

Оплата производится водителю банковской картой, Istanbulkart к оплате не принимается. Часто на конечных остановках (например, Таксим, Аэропорт) есть пункт продажи билетов, где можно оплатить наличными. Также билет можно приобрести в приложении в виде QR-кода, который предъявляют водителю при посадке.
Линии городских автобусов:
- H-1 — до станции метро Махмутбей
- H-2 — до станции метро Меджидиекёй, также можно пересесть на Метробус
- H-3 — до станции Халкалы желездонорожной линии Мармарай
- H-5 — до района Юнус Эмре, откуда можно пересесть на линию трамвая Т4 (станция Меджиди Селям)
- H-8 — до станции метро Хаджиосман (район Сарыер)

На всех маршрутах стоимость проезда равна стоимости двух обычных билетов на автобус (19,80 лиры)
Метро
22 января 2023 года была открыта линия метро М11 от аэропорта до станции Кагытхане. В 2024 году линия была продлена до станции Гайреттепе для пересадки под землей на линию М2 (обеспечивая быстрый проезд до площади Таксим или района Лалели), а также на юг до станции Халкалы железнодорожной линии Мармарай.

## Авиакомпании и направления
В начале 2019 года авиакомпания Turkish Airlines перевела часть рейсов в новый аэропорт. В течение 2019—2020 годов все пассажирские рейсы авиакомпании были переведены в новый аэропорт. Также с 2020 года аэропорт обслуживает все рейсы иностранных авиакомпаний.

### Пассажирские
Следующие авиакомпании выполняют рейсы из аэропорта:

## Статистика
Данные из запроса в Викиданные.
За первые три месяца после официального открытия аэропорт обслужил 187 553 пассажира.
В период 6—30 апреля 2019 года пассажиропоток составил 4 113 956 человек.
За период с даты открытия по октябрь 2021 года аэропорт принял 103,5 млн пассажиров, выполнено 730 083 рейса.
| Год  | Внутренний пассажиропоток | Международный пассажиропоток | Всего      |
| ---- | ------------------------- | ---------------------------- | ---------- |
| 2018 | 65 006                    | 30 199                       | 95 205     |
| 2019 | 12 574 641                | 39 434 579                   | 52 009 220 |
| 2020 | 7 015 249 (янв-ноя)       | 14 718 695 (янв-ноя)         | 23 400 000 |
| 2021 |                           |                              | 36 988 563 |